# Batalla de Mohács (1687)
La Batalla de Mohács también conocida como Segunda Batalla de Mohács y como la Batalla de la Montaña Harsány, se libró el 12 de agosto de 1687 entre las fuerzas del  sultán otomano Mehmed IV, comandadas por el Gran Visir Sari Süleyman Paşa, y las fuerzas del Emperador del Sacro Imperio Romano Germánico  Leopoldo I, comandadas por Carlos V de Lorena. El resultado fue una derrota para los otomanos.

## Antecedentes
La Gran Guerra Turca comenzó en julio de 1683 con un ataque a Viena por el ejército otomano. El asedio se rompió con la batalla de Kahlenberg del 12 de septiembre, ganada por las fuerzas combinadas del Sacro Imperio Romano de las Naciones Alemanas y la  Mancomunidad Polaco-Lituana, bajo el mando general del rey de Polonia, Juan III Sobieski, que dirigía las fuerzas polacas. A partir de septiembre la iniciativa pasó a las tropas imperiales. En los años siguientes, los ejércitos imperiales de los Habsburgo bajo el mando de Carlos de Lorena hicieron retroceder a los otomanos, conquistando muchas fortalezas como Esztergom, Vác, Pest. Después de la  batalla de Buda, sitiaron y tomaron la antigua capital húngara de Buda. A finales de 1686 los otomanos hicieron propuestas de paz; sin embargo, los Habsburgo imperiales vieron la oportunidad de conquistar toda Hungría y las propuestas fueron rechazadas.
En abril de 1687 se decidió en Viena que se debían tomar más medidas militares. El ejército principal, de unos 40 000 soldados, bajo el mando del duque Carlos V de Lorena procedió a lo largo del río Danubio hasta Osijek en el río Drava, mientras que otro ejército de unos 20 000 hombres bajo el mando del elector Max Emanuel de Baviera se movió a lo largo del río Tisza hasta Szolnok y hacia Petrovaradin. A mediados de julio los dos ejércitos imperiales se reunieron en el Danubio y marcharon por tierra o a lo largo del Drava hasta Osijek.
En cambio, el ejército otomano, de unos 60 000 hombres, bajo el mando del Gran Visir Sari Süleyman Paşa, permaneció frente al principal cruce del río Drava (con su puente de madera de 8 km de longitud) en Osijek para protegerlo, y luego fortificó esta posición. Cuando el ejército imperial de los Habsburgo llegó, el río Drava dividió los dos lados. A finales de julio, el ejército imperial de los Habsburgo pudo hacer una cabeza de puente en las orillas del río y se puso en formación de batalla, para desafiar a los otomanos. Sin embargo, el ejército otomano permaneció pasivo y se conformó con bombardeos de artillería en las presas del Drava, los puentes y la orilla del río.
Cuando el duque de Lorena se dio cuenta de que no podía atacar el campamento fortificado otomano, decidió abandonar la cabeza del puente después de unos días. Por esto fue criticado tanto por sus propios subcomandantes como por el emperador Leopoldo I. El Gran Visir otomano interpretó el movimiento como un signo de pérdida de moral por parte de las tropas de los Habsburgo, así que decidió seguirlas. A principios de agosto, el ejército Osman condujo al ejército de los Habsburgo de vuelta hacia Mohács y una posición fortificada otomana. Los otomanos también habían construido una posición fortificada en Darda, escondida entre los espesos arbustos para que no fuera visible para el ejército de los Habsburgo. Por esta razón, el Duque Carlos de Lorena no sospechaba la presencia del ejército otomano en las cercanías.

## La batalla

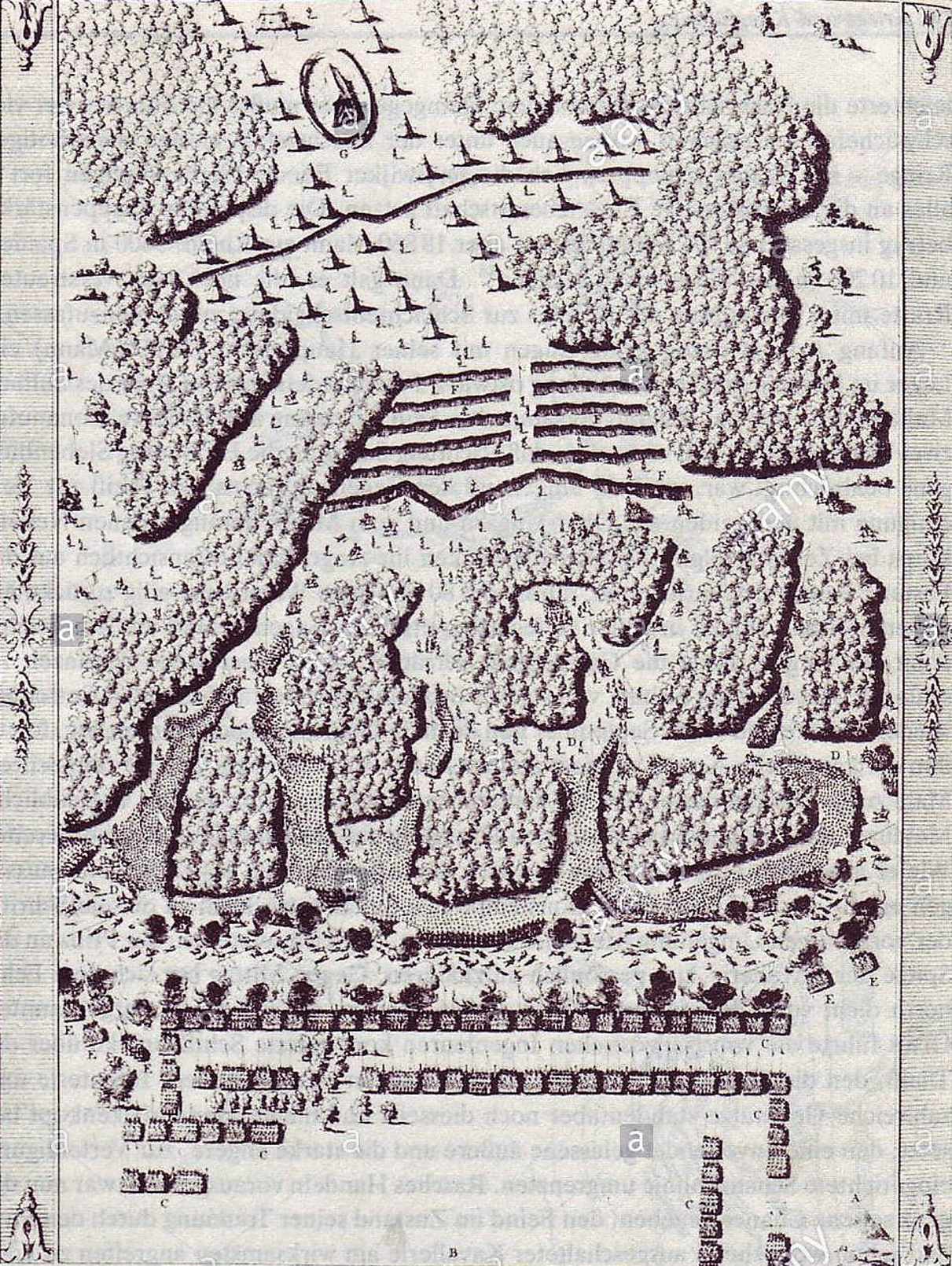
Esquema de la batalla de 1732 por Luigi Ferdinando Marsili.

En la mañana del 12 de agosto el Duque de Lorena decidió trasladarse a Siklós, porque la posición y el duro terreno allí lo hacían más apropiado como campo de batalla. El ala derecha de los Habsburgo, moviéndose hacia el oeste, comenzó a marchar a través de una zona densamente boscosa. Sari Süleyman Paşa decidió que esta era la oportunidad que estaba esperando. Ordenó un ataque con todo su ejército al ala izquierda del ejército imperial, que bajo Maximiliano II Emanuel, Elector de Baviera estaba todavía en su posición anterior, y que según el plan de batalla de los Habsburgo también iba a empezar a marchar hacia el oeste. El ejército otomano capturó al ejército imperial cerca de Nagyharsány y de la cercana colina de Nagyharsány, con sus empinadas laderas fuertemente arboladas. Su caballería, compuesta por 8000 sipahis, trató de flanquear esta ala del ejército Habsburgo por la izquierda. El comandante del ala, el Elector de Baviera, envió inmediatamente un mensajero al Duque de Lorena, informándole de que esta ala estaba amenazada. Se dieron órdenes y se enviaron rápidamente y se tomaron posiciones de inmediato para resistir el ataque de las fuerzas superiores otomanas, que tenían el doble de efectivos que las fuerzas imperiales. La infantería Imperial mantuvo su posición, y el General Enea Silvio Piccolomini con algunos de sus regimientos de caballería contraatacó con éxito y detuvo el avance de la caballería Otomana Sipahi.

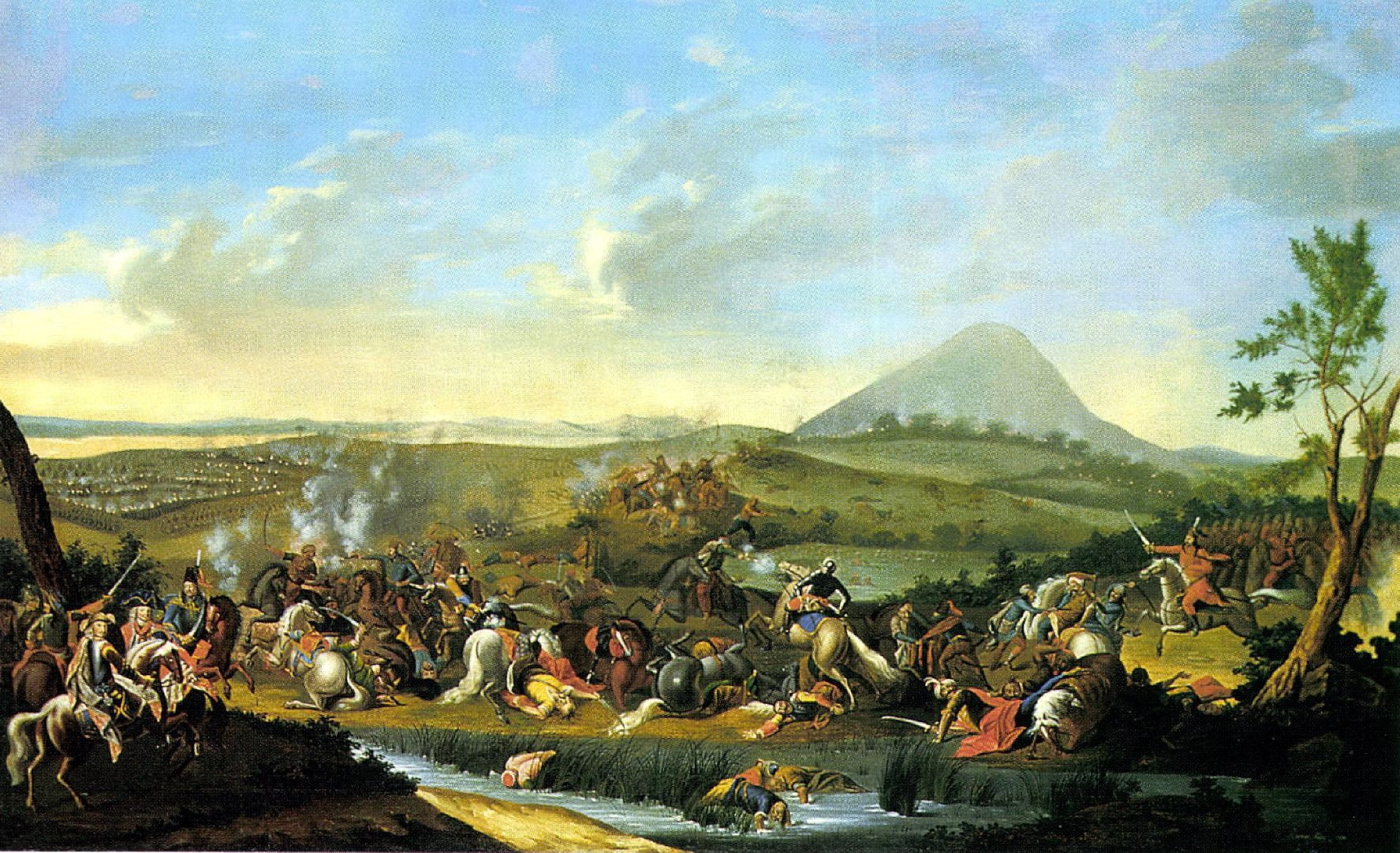
Batalla de Mohács en 1687 por József Borsos (óleo sobre lienzo, 1837).

El Gran Visir otomano fue sorprendido por esta inesperada y feroz resistencia y ordenó el cese del ataque otomano. La artillería otomana continuó bombardeando las posiciones de los Habsburgo, pero se ordenó a las tropas de infantería y caballería que mantuvieran sus posiciones y a la infantería que se pusiera a la defensiva detrás de las fortificaciones. Esta relativa calma en la lucha dio al ala derecha del ejército de los Habsburgo el tiempo suficiente para volver a su posición original. El duque de Lorena pensó inicialmente que su ejército debía defender las posiciones, lo que podría haber llevado a un relativo estancamiento. Sin embargo, para ganar la iniciativa, el Elector de Baviera y el Margrave Luis de Baden-Baden le convencieron de que ordenara un contraataque a gran escala. El despliegue del ejército de los Habsburgo para este contraataque terminó a las 15:00 horas. En ese mismo momento Sari Süleyman Paşa decidió atacar de nuevo junto a Mustafá Pasha de Rodosto, el comandante del Janissary. Una vez más, los Sipahis apoyaron el ataque frontal de la infantería de Janissary intentando flanquear al ejército de los Habsburgo. El Margrave de Baden-Baden resistió con éxito el ataque con sus escuadrones de infantería y luego pasó a atacar la posición defensiva otomana aún inacabada. Al frente de este ataque imperial penetrante contra las fortificaciones otomanas estaban las tropas bajo el mando de los generales Rabutin y Eugenio de Saboya. La caballería otomana no podía flanquearlas porque el terreno escarpado era difícil para sus caballos; tenían que desmontar. El ataque y la resistencia otomana se derrumbó y esto llevó a la retirada del ejército otomano en una salvaje huida. La batalla se convirtió en una derrota aplastante para los otomanos.
A lo largo de la batalla solo el ala izquierda del ejército de los Habsburgo vio la acción principal. Había un denso bosque frente al ala derecha del ejército que impedía que éste atacara. A pesar de esto, intentó una maniobra de desvío a la derecha para forzar la reubicación y la retirada de los otomanos, pero sus columnas se perdieron en el bosque.
Las pérdidas del ejército de los Habsburgo fueron muy leves, unos 600 hombres[3]. El ejército otomano sufrió enormes pérdidas, con unos 10.000 muertos, así como la pérdida de la mayor parte de su artillería (unos 66 cañones) y gran parte de su equipo de apoyo. La espléndida tienda de mando del Gran Visir y 160 banderas otomanas cayeron en manos imperiales. Se informa que el valor de la parte de la recompensa que se le dio al Elector de Baviera superó los dos millones de ducados de oro[3].

## Consecuencias
Después de la batalla, el Imperio Otomano cayó en una profunda crisis. Hubo un motín entre las tropas. El comandante Sari Suleyman Pasa se asustó de ser asesinado por sus propias tropas y huyó de su comando, primero a Belgrado y luego a Constantinopla. Cuando las noticias de la derrota y el motín llegaron a Constantinopla a principios de septiembre, Abaza Siyavuş Pasa fue nombrado comandante y Gran Visir. Sin embargo, antes de que pudiera asumir su mando, todo el ejército otomano se había desintegrado y las tropas domésticas otomanas (Janissaries y Sipahis) comenzaron a regresar a su base en Constantinopla bajo sus propios oficiales de rango inferior. Incluso el regente del Gran Visir en Constantinopla se asustó y se escondió. Sari Suleyman Pasa fue ejecutado. El Sultán Mehmed IV nombró al comandante del Estrecho del Bósforo Köprülü Fazıl Mustafa Pasha como regente del Gran Visir en Constantinopla. Consultó con los líderes del ejército que existía y otros estadistas otomanos importantes. Después de esto, el 8 de noviembre se decidió deponer al sultán Mehmed IV y entronizar a Solimán II como el nuevo sultán.
La desintegración del ejército otomano permitió a los ejércitos imperiales de los Habsburgo conquistar grandes áreas. Se apoderaron de Osijek, Petrovaradin, Sremski Karlovci, Ilok, Valpovo, Požega, Várpalota y Eger. La mayor parte de la actual Eslavonia y el Principado de Transilvania quedó bajo el dominio imperial. El 9 de diciembre se organizó una Dieta de Presburgo (hoy Bratislava, Eslovaquia), y el Archiduque José fue coronado como primer rey hereditario de Hungría, y los emperadores descendientes de los Habsburgo fueron declarados los reyes ungidos de Hungría. Durante un año el Imperio Otomano quedó paralizado, y las fuerzas imperiales de los Habsburgo se prepararon para capturar Belgrado y penetrar profundamente en los Balcanes.